# Rumanovský park
Rumanovský park je chráněný areál v katastrálním území obce Rumanová v okrese Nitra v Nitranském kraji na Slovensku. Území bylo vyhlášeno v roce 1982 a jeho rozloha je 2,97 hektaru. Předmětem ochrany je historický park u zámku Rumanová. Ke vzácným jedincům dřevin v parku patří tamaryšek francouzský (Tamarix gallica).